# Bergljot
Bergljot är en dikt av Bjørnstjerne Bjørnson med motiv ur Harald Hårdrådes saga i Heimskringla.
Den återger Bergljots sorg över sin makes död och hennes maning till hämnd på hans mördare. Dikten har i melodramatisk form tonsatts av Edvard Grieg.